# Johann Kaspar Ammann
Johann Kaspar Ammann (* 12. November 1803 in Hard bei Aussersihl; † 6. November 1870 in Unterstrass), bis 1854 heimatberechtigt in Aussersihl und anschliessend in Unterstrass, war ein Schweizer Jurist und Politiker.

## Leben

### Familie
Johann Kaspar Ammann wurde in der Hard geboren, die zur Gemeinde Aussersihl gehörte. Er war der Sohn von Kaspar Ammann, Amtsrichter, Gemeindeammann und Besitzer eines Bauernguts in Aussersihl.
Er war seit 1829 mit Judith, die Tochter des Zunftrichters Hans Heinrich Appenzeller, verheiratet.

### Werdegang
Obwohl Johann Kaspar Ammann keine akademische Ausbildung erhalten hatte, war er von 1831 bis 1833 als Richter beim Bezirksgericht Zürich tätig, deren Vizepräsident er auch einige Zeit war. Von 1833 bis 1862 amtete er als Oberrichter beim Obergericht des Kantons Zürich, dessen Präsident er 1851 wurde.

### Politisches Wirken
Johann Kaspar Ammann gehörte politisch der radikal-liberalen Richtung des Politikers Alfred Escher an.
Er war von 1832 bis 1862 Mitglied des Zürcher Grossen Rats und sass von 1840 bis 1862 in dessen Gesetzesrevisionskommission ein. Vom 16. April bis zum 1. August 1849 gehörte er auch dem Ständerat an.
Anlässlich der Berufung von David Friedrich Strauß als Hochschullehrer an der Universität Zürich (siehe auch Straussenhandel), wurde durch den Antistes Johann Jakob Füssli eine Motion im Grossen Rat eingebracht, in der der Kirche gesetzlich ein Einfluss auf die Wahl der Professoren der Theologie eingeräumt werden sollte. Johann Kaspar Ammann sprach sich bei dieser Gelegenheit gegen die Motion aus.
1862 zog er sich aus gesundheitlichen Gründen von seinen öffentlichen Ämtern zurück.